# تاريخ الموسيقي السودانية
كان للحرب العالمية الثانية دور محوري في الموسيقى السودانية، بتحول دور الأغنية من وسيلة للترفيه في الأفراح والمناسبات الاجتماعية إلى الدور السياسي. وأخذت الطابع الرسمي، بخروج أغان عدة لدعم الجنود السودانيين وبريطانيا في الحرب، وهذا ما استدعى تسجيلها وحفظها وإذاعتها

## التطور
وفي بداية ثلاثينيات القرن الماضي تم ادخال الات موسيقية في السودان مما ادي الي تطور الموسيقي السودانية 
تتطورالموسيقي السودانية في كل مناسبة أو حدث، مثل الزواج، الهجرة، الحرب
الموسيقى في السودان ظلت هي المؤسسة الوحيدة التي بقيت على حيويتها واستمراريتها وتطورها

## أنواع الالات الموسيقية
- الكشاكيش
- الخشاخيش
- الزنبارة
- الكيتا
- الدلوكة
- المردوم
- الدليب

النقارة